# Osteolepiformes
Los osteolepiformes (Osteolepiformes) son un orden de peces sarcopterigios que aparecieron durante el Devónico. Contiene cinco familias.

## Taxonomía
- Canowindridae
- Elpistostegidae
- Megalichthyidae
- Osteolepidae
- Tristichopteridae